# 城堡岩 (哈特角半島)
城堡岩（英語：Fortress Rocks），是南極洲的岩石，位於羅斯島的哈特角半島，處於觀測山以北1公里，由羅伯特·斯科特率領的英國探險隊發現，現時由南極條約體系管理。